# إغناثيو كوبوس
إغناثيو كوبوس (بالإسبانية: Ignacio Cobos)‏ هو لاعب هوكي الحقل إسباني، ولد في 12 يونيو 1966 في مدريد في إسبانيا.

## وصلات خارجية
- إغناثيو كوبوس على موقع أوليمبيديا (الإنجليزية)
- إغناثيو كوبوس على موقع اللجنة الأولمبية الإسبانية (الإسبانية)